# François Colas
François Colas en fransk astronom.
Minor Planet Center listar honom som F. Colas och som upptäckare av en asteroid.
Den 10 februari 2000 upptäckte han asteroiden 121865 Dauvergne, tillsammans med Cyril Cavadore.
Asteroiden 9553 Colas är uppkallad efter honom.